# Wickerschwihr
Wickerschwihr (Duits: Wickerschweier) is een gemeente in het Franse departement Haut-Rhin in de regio Grand Est en telt 610 inwoners (1999).

## Geschiedenis
Wickerschwihr maakte deel uit van het arrondissement Colmar tot dit op op 1 januari 2015 fuseerde met het arrondissement Ribeauvillé tot het arrondissement Colmar-Ribeauvillé.
De gemeente maakte deel uit van het kanton Andolsheim tot dit op 22 maart 2015 werd opgeheven en Wickerschwihr werd opgenomen in het op die gevormde kanton Colmar-2.

## Geografie
De oppervlakte van Wickerschwihr bedraagt 2,3 km², de bevolkingsdichtheid is 265,2 inwoners per km².
De onderstaande kaart toont de ligging van Wickerschwihr met de belangrijkste infrastructuur en aangrenzende gemeenten.

## Demografie
Onderstaande figuur toont het verloop van het inwonertal (bron: INSEE-tellingen).